# Börsenblatt
Das Börsenblatt – Wochenmagazin für den Deutschen Buchhandel, bis 2002 Börsenblatt für den Deutschen Buchhandel, ist das Verbandsorgan des Börsenvereins des Deutschen Buchhandels. Die 1834 begründete Publikation ist die anzeigen- und auflagenstärkste Zeitschrift der deutschen Buchbranche. Sie kam zunächst einmal, später zweimal wöchentlich und viele Jahre lang sogar täglich heraus.

## Inhalte
Das Börsenblatt erscheint bei der Marketing- und Verlagsservice des Buchhandels. Es informiert das Fachpublikum wie private Leser über Neuigkeiten auf dem Buchmarkt. Seit Januar 2013 erscheint das Fachmagazin im wöchentlichen Wechsel als Börsenblatt Magazin und als Börsenblatt Spezial. Das Börsenblatt Spezial beleuchtet die Trends innerhalb der verschiedenen Warengruppen. 
Tagesaktuelle Branchenmeldungen werden auf der Homepage des Magazins veröffentlicht.
Das Börsenblatt gibt verschiedene Bestseller- und Bestenlisten heraus, unter anderem die Hörbuchbestenliste, die Sachbuchbestenliste, die Bestsellerlisten mit den meistverkauften Titeln aus Belletristik und Sachbuch sowie seit Frühjahr 2018 die Independent-Charts der Veröffentlichungen aus kleineren, unabhängigen Verlagen. Chefredakteurin ist seit April 2023 Christina Schulte.

## Geschichte

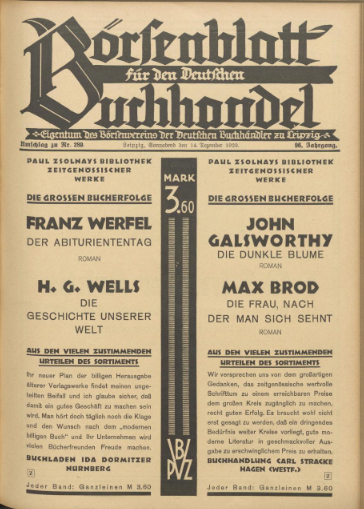
Börsenblatt mit einer Verlagsanzeige (1929)

Der Börsenverein der Deutschen Buchhändler zu Leipzig gründete das Börsenblatt 1834. Ab Jahrgang 1835 ging es in das Eigentum des Börsenvereins über und trug nun auf dem Titelblatt die Bezeichnung „Amtliches Blatt des Börsenvereins“. Den Druck übernahm Anfang 1835 B. G. Teubner in Leipzig, am Augustusplatz. Das Börsenblatt erschien zunächst wöchentlich, ab 1867 täglich. 1945 wurde es vorübergehend eingestellt.
In den westlichen Besatzungszonen erschien es ab 1945 unter gleichem Titel (bzw. als Börsenblatt für den Deutschen Buchhandel) mit dem Zusatz „Frankfurter Ausgabe“. In der sowjetischen Besatzungszone kam das Börsenblatt in fortgesetztem Jahrgang ab 1946 wieder im wöchentlichen Rhythmus heraus.
1990 gab es beide Börsenblätter zum letzten Mal in getrennter Ausgabe (Leipzig: 157. Jahrgang). Seit der Vereinigung beider Börsenvereine am 1. Januar 1991 erscheint nur noch ein Börsenblatt wöchentlich. Die Leipziger Jahrgangszählung wurde übernommen.
Im April 2020 stellte die Sächsische Landesbibliothek – Staats- und Universitätsbibliothek Dresden die Jahrgänge 1834 bis 1945 kostenlos als Volltexte zur Verfügung.

## Preisvergaben
Das Börsenblatt stiftete 1977 den Alfred-Kerr-Preis für Literaturkritik, der jährlich verliehen wird.
Seit 2014 vergibt das Börsenblatt in Zusammenarbeit mit future!publish den Young Excellence Award. Unternehmen der Börsenvereinsgruppe können dabei für junge Menschen (maximal 39 Jahre) abstimmen, die in der Buchbranche tätig sind. Die Preisvergabe findet im Rahmen der Frankfurter Buchmesse statt.